# Нойз-рок
Нойз-рок (англ. noise rock) — музичний жанр, що виник у 1980-ті роки як експериментальне відгалуження панк-року. Нойз-рок утворився в результаті змішування панк-року з характерними для раннього індастріалу і нойзу атональним шумом і нетрадиційною будовою пісень. Прикладом нойз-року можуть послужити ранні альбоми Sonic Youth.

## Нойз-поп і нойз-рок гурти

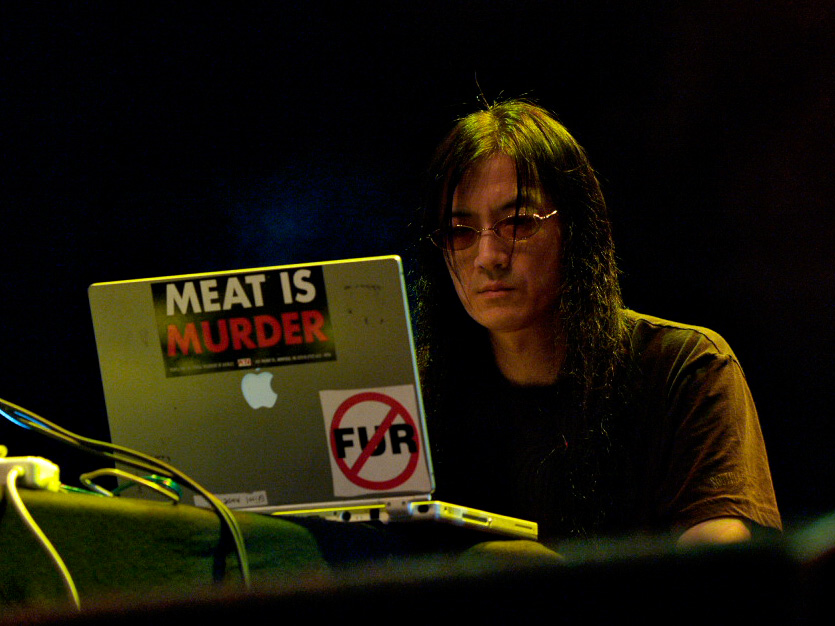
Merzbow

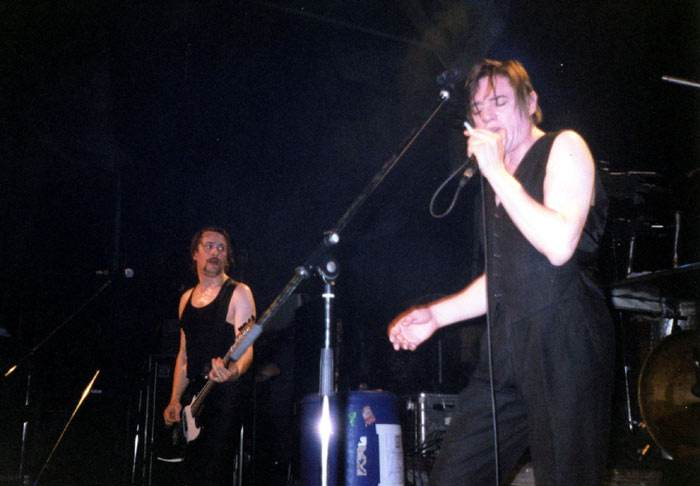
Einstürzende Neubauten

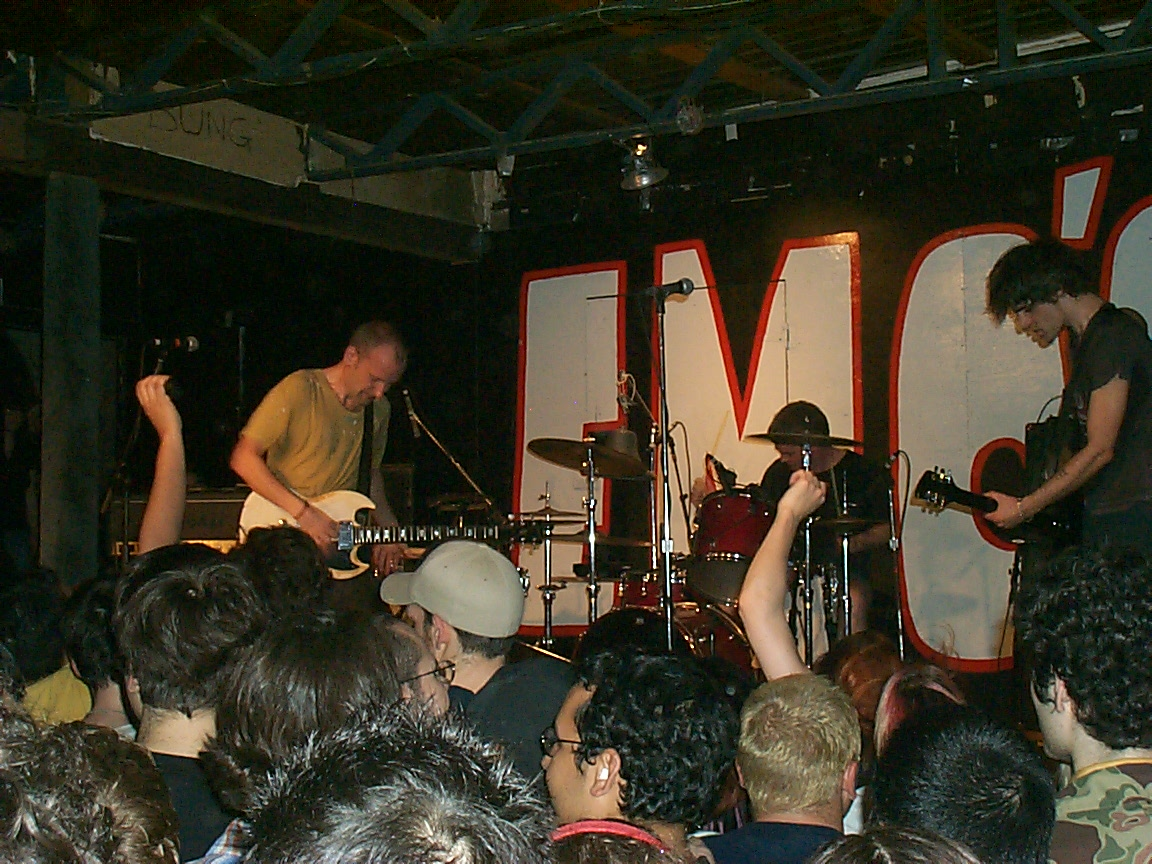
Fugazi

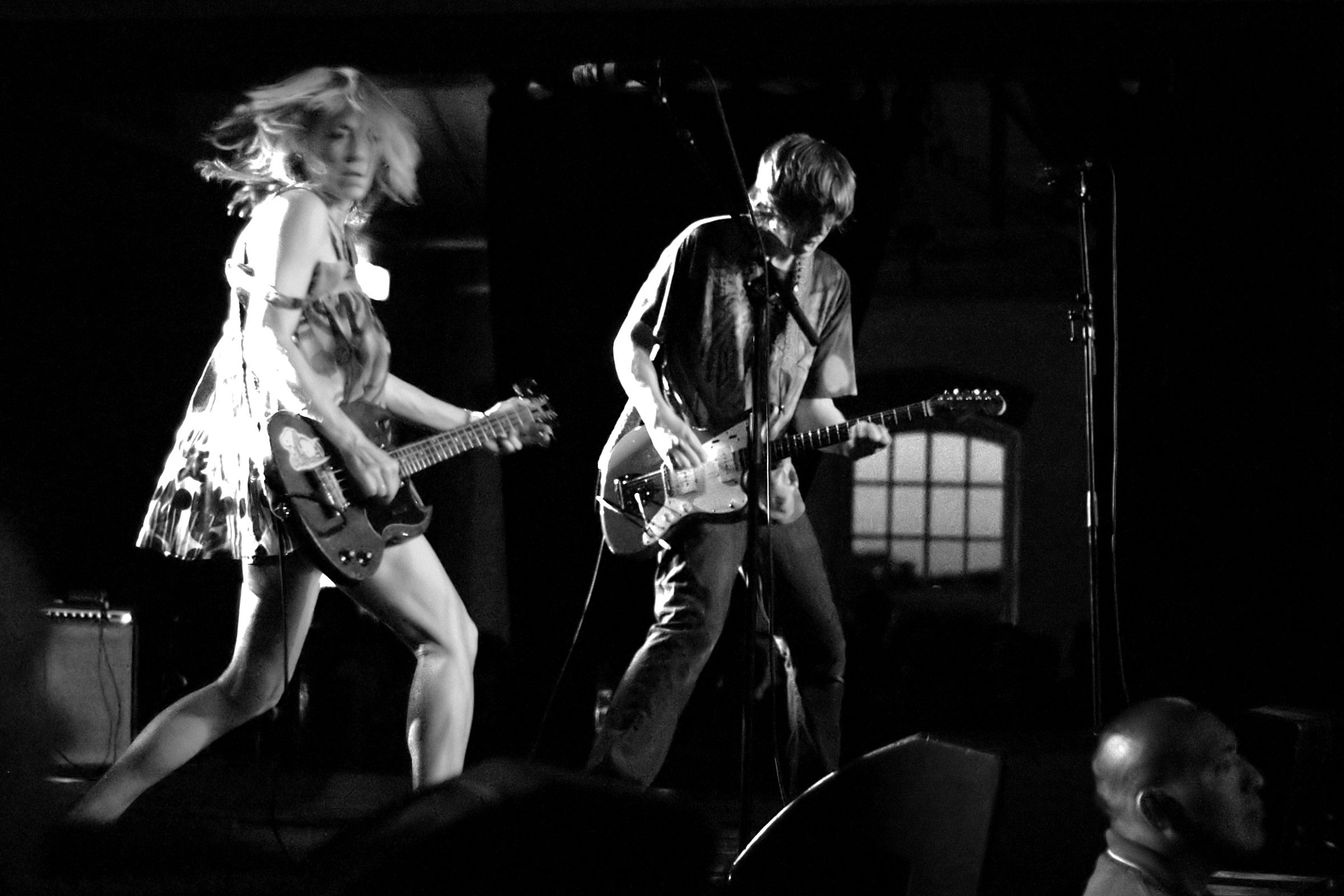
Sonic Youth

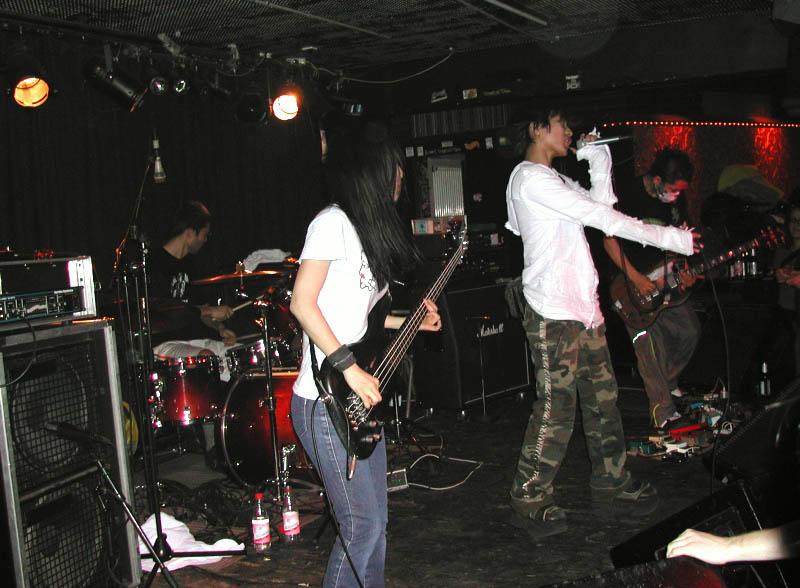
Melt Banana

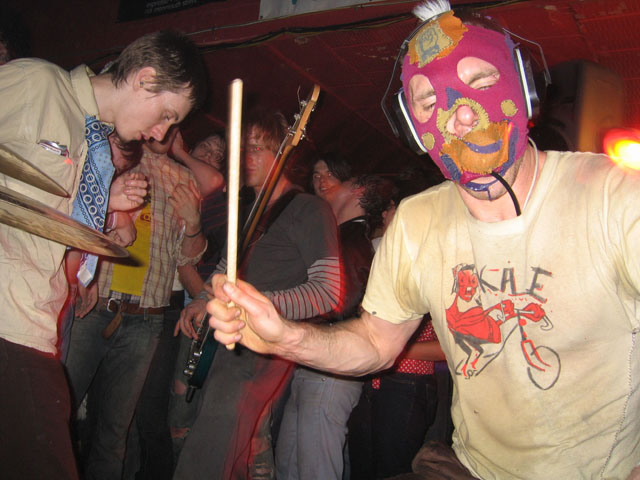
Lightning Bolt

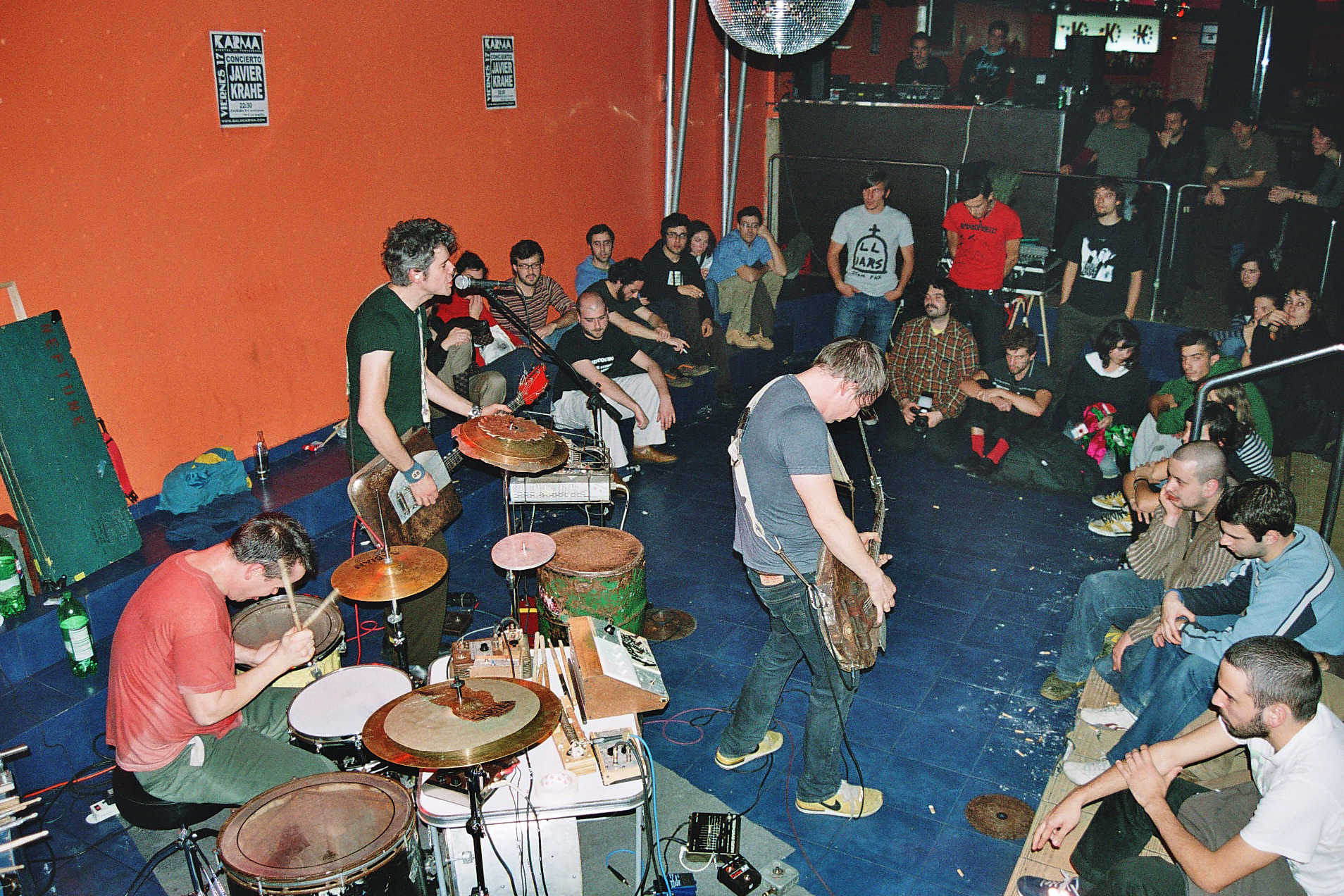
Neptune

- Arab On Radar
- Big Black
- Boredoms
- Butthole Surfers
- The Cows
- Dazzling Killmen
- Deerhoof
- Drive Like Jehu
- The Flaming Lips
- Gang Gang Dance
- The Jesus and Mary Chain
- The Jesus Lizard
- Liars
- Lightning Bolt
- Melt-Banana
- Microbit Project
- Noxagt
- Party Diktator
- Pussy Galore
- Rapeman
- Ruins
- Scratch Acid
- Sonic Youth
- Swans
- US Maple
- Xiu Xiu
- Yoko Absorbing
- Zeni Geva
- Гражданская оборона

## Знакові платівки
- The Velvet Underground, White Light/White Heat (1968)
- Swans, Filth (1983)
- Big Black, Atomizer (1986)
- Sonic Youth, Daydream Nation (1988)
- Fugazi, Red Medicine (1995)
- Melt-Banana, Scratch or Stitch (1996)
- Theoretical Girls, Theoretical Girls (2002)